# Potamophylax
Potamophylax – rodzaj owada z rzędu chruścików z rodziny Limnephilidae. W Polsce występuje 6 gatunków. Larwy mają skrzelotchawki zbudowane z jednej gałęzi (nitki), larwy budują przenośne, rurkowate domki z kamyczków i ziaren piasku, lekko zakrzywione. Są stosunkowo duże, długość larwy dochodzi do 2,5 cm. Wyglądem zewnętrznym przypominają larwy Halesus, Allogamus, Micropterna i Stenophylax. Larwy zasiedlają źródła (Potamophylax nigricornis, krenal), strumienie (rhitral) i rzeki (potamal). Sporadycznie spotykane są w jeziorach oligotroficznych, zwłaszcza górskich. 

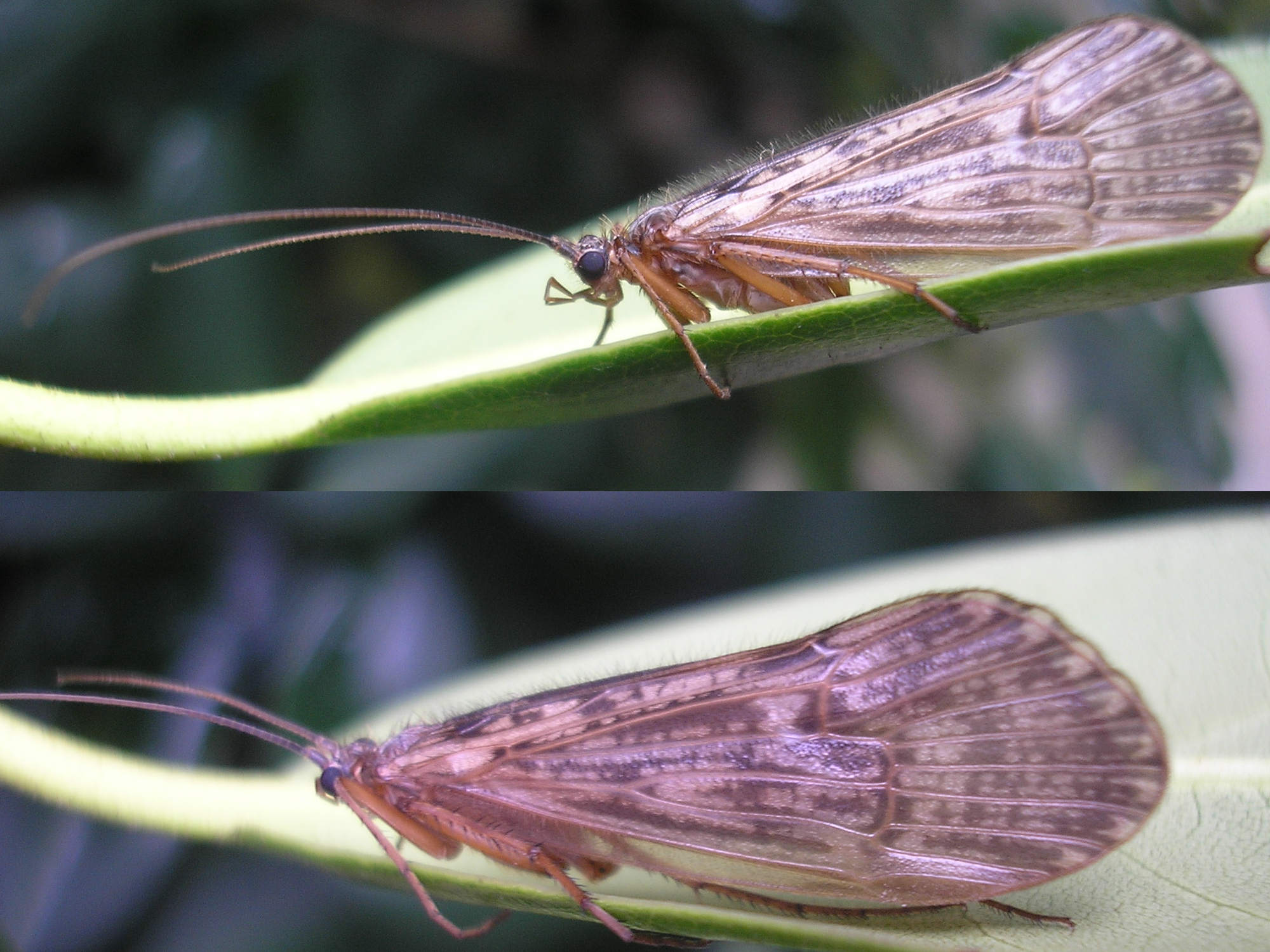
imago

W Polsce zanotowano występowanie następujących gatunków:
- Potamophylax carpathicus
- Potamophylax cingulatus
- Potamophylax latipennis
- Potamophylax luctuosus
- Potamophylax nigricornis
- Potamophylax rotundipennis

Źródło: Trichopteron nr 3 (2002)